# Мур, Чарльз (океанограф)
Чарльз Мур младший, Charles J. Moore — океанограф и капитан-яхтсмен известный по статьям, которые привлекли внимание к большому тихоокеанскому мусорному пятну, территории в Тихом океане по размеру большей, чем Техас.

## Пластиковый суп
В 1997 году, когда он возвращался в южной Калифорнии после окончания транстихоокеанской яхтной регаты Лос-Анджелес — Гавайи, он и его команда заметили мусор, что плавал за бортом. Он написал об этом статью, которая привлекла внимание массмедиа к этому вопросу.
«Насколько достигал мой взгляд, все было в мусоре. Не было ни одного участка без мусора. За неделю, что мы пересекали эту зону, пластиковые дебри плавали везде: бутылки, пробки от бутылок, обертки от конфет, какие-то куски». Коллеги Мура по изучению океана назвали этот участок океана Пластиковым супом (Great Pacific Garbage Patch).
В 1999 году исследования показали, что мусора в той части океана больше, чем зоопланктона в 6 раз. Эти цифры были больше, чем ожидалось и поэтому шокировали большинство океанографов.

## Фонд морских исследований Algalita
Мур основал Algalita — фонд морских исследований в Лонг-Бич и сейчас работает в ней.
В 2008 году фонд организовал проект JUNK Raft (плот из мусора), чтобы привлечь внимание к загрязнению океана пластиком. А особое внимание было уделено району Пластикового супа. Был смастерён плот из 15000 старых пластиковых бутылок. Управляемый Маркусом Эриксеном и Джоэлем Пашалом, плот отплыл из Лонг Бич 1 июня 2008 года и достиг Гонолулу на Гавайях 28 августа 2008 года
.